# Requejo (Valdáliga)
Requejo es un núcleo de población de la localidad española de Treceño, perteneciente al municipio de Valdáliga, en la comunidad autónoma de Cantabria. En 2022, tenía empadronados 146 habitantes.